# Понгильский, Флегонт Николаевич
Флегонт Николаевич Понгильский (28 марта 1871, Угличский уезд, Ярославская губерния — 23 апреля 1938) — священномученик.

## Биография
Родился 28 марта 1871 года в селе Каряево Угличского уезда Ярославской губернии в семье священника.
Окончив Ярославскую духовную семинарию, Флегонт Понгильский стал учителем в церковно-приходской школе в селе Смоленском, что в Красном Бору в Ярославском уезде; в 1895 году он был рукоположён во священника ко храму в селе Васильевском в Юхти Угличского уезда|, а через два года перемещён ко храму в селе Железный Борок Ярославского уезда. В 1905 году отец Флегонт был переведён служить в Никольский храм в Ярославле и стал преподавать Закон Божий в нескольких учебных заведениях города. Во время Первой мировой войны он служил священником при 663-м пехотном полку и исполнял пастырские обязанности в военных лазаретах. В 1915 году архиепископ Ярославский Агафангел (Преображенский) по просьбе прихожан назначил отца Флегонта служить в храме Димитрия Солунского в Ярославле. В том же году он был награждён золотым наперсным крестом и несколько лет спустя — возведён во протоиерея и назначен одним из благочинных города Ярославля.
Арестован 7 июля 1929 года. Обвинён в антисоветской агитации, приговорён в 1930 году к ссылке на три года в Северный край. По отбытии ссылки в 1932 году, в следующем году прибыл в посёлок Петушки (Московская область), где проживал до 1937 года. Работая весовщиком на станции Храпуново, осуществлял богослужение и руководил церковным хором. Вновь арестован 4 декабря 1937 года, работая в ту пору сторожем на складе топлива при железнодорожной станции Орехово. Осуждён тройкой НКВД Московской области за контрреволюционную агитацию на 10 лет лишения свободы в исправительно-трудовом лагере. Виновным себя не признал. Умер (может быть, расстрелян) 23 апреля 1938 года.
Реабилитирован 22 июня 1993 года прокуратурой Ивановской области по делу от 1930 года и 19 апреля 1989 года заместителем прокурора Владимирской области по делу от 1937 года.

### Семья
Понгильский Николай Алексеевич (1832 — 13.1.1891) — сын дьякона села Поповского-Каменника Рыбинского уезда, с 1842 года учился в Пошехонском приходском училище. Дьякон села Никольского на Молокше, затем — священник села Каряева, Климентовского погоста в Юхти Угличского уезда.
Мать — Евдокия Иоанновна.
Братья: Александр (1869 — ?), священник; Николай (20.1.1879 — 6.8.1942), священник.
Сёстры: Ольга (1874 — ?), Серафима (1877 — ?).
Жена (с 17 июля 1895) — Екатерина Александровна (27.12.1874 — ?), дочь священника Александра Бенедиктова.
Дети:
- Алексей (20.08.1907 — ?); в 1930-х годах работал на фабрике «Техноткань» (Москва);
- Сергей (07.06.1909 — ?).

## Память
Дни памяти: в день Собора святых новомучеников и исповедников Российских и 10 (23) апреля.

## Комментарии
1. ↑  Село Каряево (Коряево) при речке Могзе[1], насчитывавшее в 1886 году 17 дворов (85 жителей), входило в Малаховскую (в 1901 году — в Неверковскую) волость Угличского уезда[2]; не сохранилось, ныне — территория Вощажниковского сельского поселения в Борисоглебском районе, Ярославская область[3].
2. ↑  Ныне в черте города Ярославля.
3. ↑  Ныне в урочище в Большесельском районе.

## Документы
- Архив УФСБ по Ярославской обл. Д.C-9031.
- Архив УФСБ по Ярославской обл. Д.П-2062.
- Архив УФСБ по Ивановской обл. Д.9974-П.